# بادالوکو
بادالوکو (به ایتالیایی: Badalucco) یک کومونه در ایتالیا است که در استان ایمپریا واقع شده‌است.

## خصوصیات
بادالوکو ۱۵٫۸ کیلومترمربع مساحت و ۱٬۲۵۴ نفر جمعیت دارد.